# یاغی (فیلم ۱۳۷۶)
یاغی فیلمی به کارگردانی جهانگیر جهانگیری و نویسندگی جمشید حیدری محصول سال ۱۳۷۶ است.

## داستان
سید، معلم تبعید شده به روستا، به دادمحمد ـ که مثل دیگر اهالی روستا به دلیل خشکسالی نتوانسته سهم اربابی را بپردازد ـ توصیه می‌کند به جای ترک روستا در آن جا بماند و در مقابل ظلم خان مقاومت کند. با توطئهٔ خان از طریق فروش غیرمجاز یک قبضه اسلحه، اعتراض دادمحمد به زندانی شدن و سپس فرارش به کمک نگهبان زندان می‌انجامد. او که هنگام فرار زخمی شده، دوران نقاهتش را به کمک سید در خانهٔ کربلایی، ریش سفید مذهبی روستا می‌گذراند. مباشرِ خان کربلایی را لو می‌دهد و افراد خان به خانه او می‌ریزند؛ اما دادمحمد قبلاً به غاری در بالای کوه فرار کرده و به ناچار، آن‌ها کربلایی را با خود می‌برند و در ملأ عام شلاق می‌زنند. بی‌احترامی به کربلایی سبب طغیان اهالی روستا و همراهی آنها با سید و دادمحمد می‌شود. خان از روستا فرار می‌کند و اهالی که مسلح شده‌اند، در کوه در برار نیروهای پاسگاه مقاومت می‌کنند. نیروهای تازه ای از شهر می‌رسند و مردی که خود را نماینده تام‌الاختیار حکومت در منطقه معرفی می‌کند، دادمحمد را برای امضای قرارداد در مورد رسیدن به خواسته‌های او و سایر طغیانگران و بازگشت اهالی به خانه‌هایشان در روستا، به قلعه قدیمی دعوت می‌کند. دادمحمد و سید به قلعه قدیمی می‌روند، اما به سرعت محاصره می‌شوند و نیروهای نظامی تازه رسیده آنان را به رگبار گلوله می‌بندند. هنگام خروج نماینده حکومت و اطرافیانش از روستا، ناگهان همسر دادمحمد و دیگر اهالی آنها را محاصره می‌کنند و جنگ با کشته شدن نماینده حکومت مغلوبه می‌شود.

## بازیگران
- فرامرز قریبیان
- جمشید هاشم‌پور
- افسانه بایگان
- فرهاد جم
- عباس شباویز
- مهدی فقیه
- مهدی سبوکی
- یداله رضوانی
- رحیم هودی
- هوشنگ دیبائیان
- رفیع مددکار
- صادق جیران‌زاده
- جلال موسوی
- فرهاد خان‌محمدی
- احمد عباسقلی
- هاشم چمیانی
- افشین ستایشگر
- جواد روشنایی
- الیاس شهبازی
- عزیز خوشرو
- فاطمه دسترنج
- هوشنگ نیک‌رفتار
- امیر پهلوسایی
- بهنام خسروی
- محسن مهدی‌یار
- حسین دهقانی
- حبیب عباس پور
- محمدسعید فتحی‌زاده
- رحیم شمشیری
- مجید شناور
- جواد صالحی
- اکبر طلایی
- کریم مسیح‌زاده
- نظر افراسیابی
- جمال خدر
- صدیقه جلالیان
- مهوش کاوسی
- مرضیه باقری
- منوچهر پرندآور
- میلاد پرندآور
- سمانه پرندآور
- جلال قوی‌پنجه
- علی اصغر مهرپیشه
- حسین موزه